# خباز
الخبَّاز (بالإنجليزية: Baker)‏ هو صانع الخبز، الشخص الذي يخبز المخبوزات والمعجنات من خبز وكعك إلخ. يسمى المكان الذي يعمل فيه الخباز بـ «المخبز».

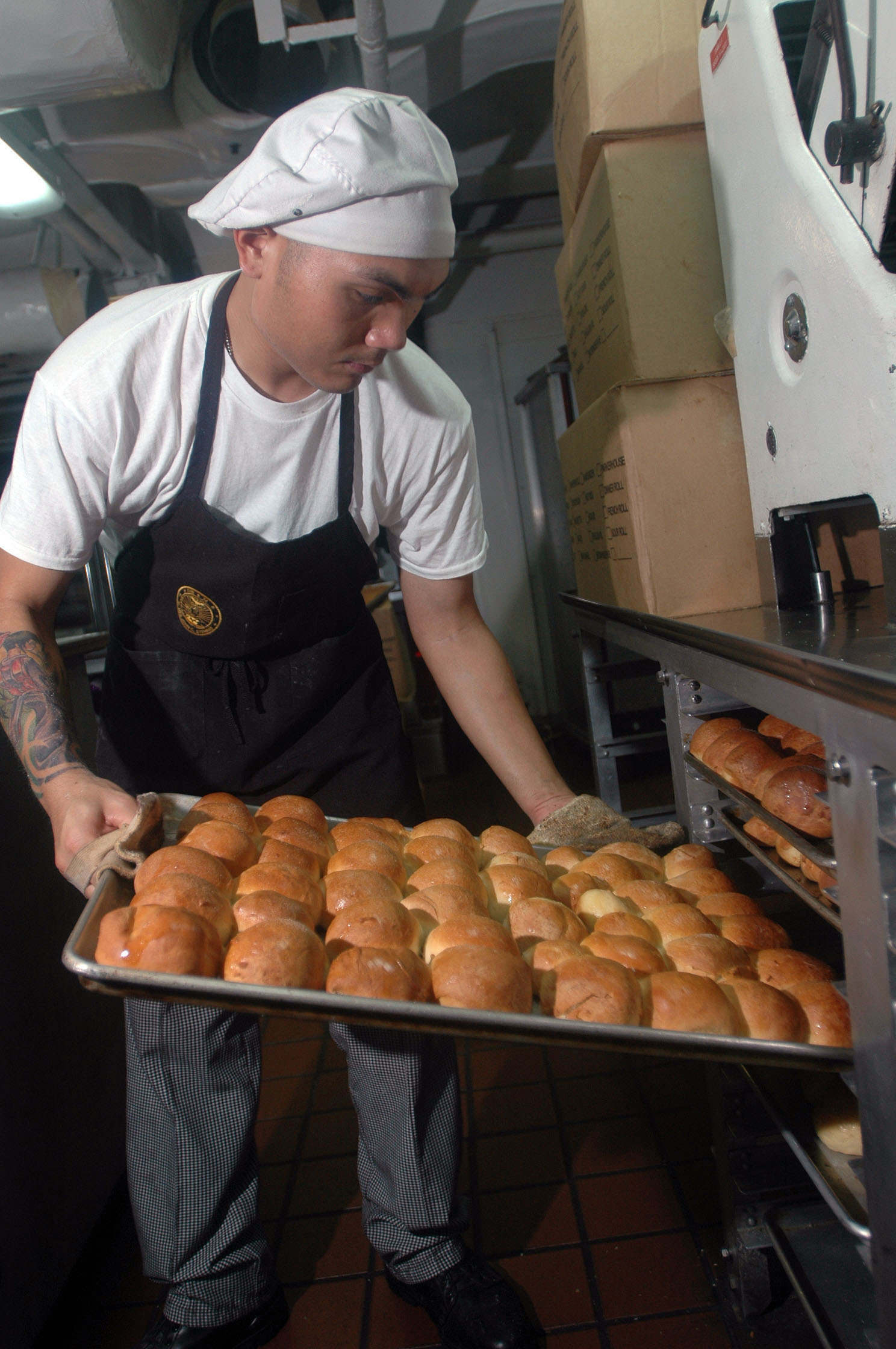
خباز يحرك صينية من لفات ساخنة وطازجة على رف التبريد، على متن سفينة.
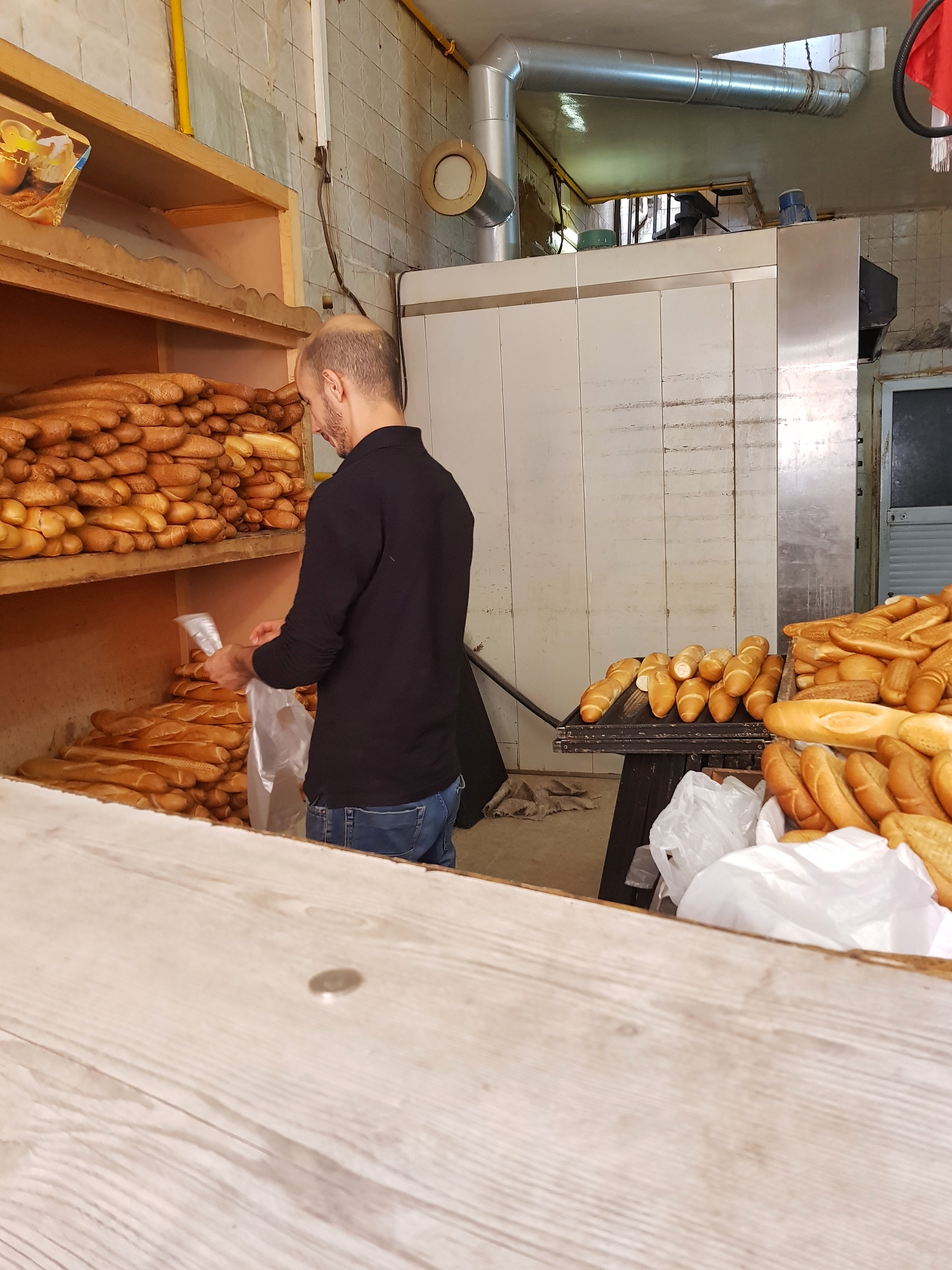
خبَّاز يقوم بتعبأة الخبز.
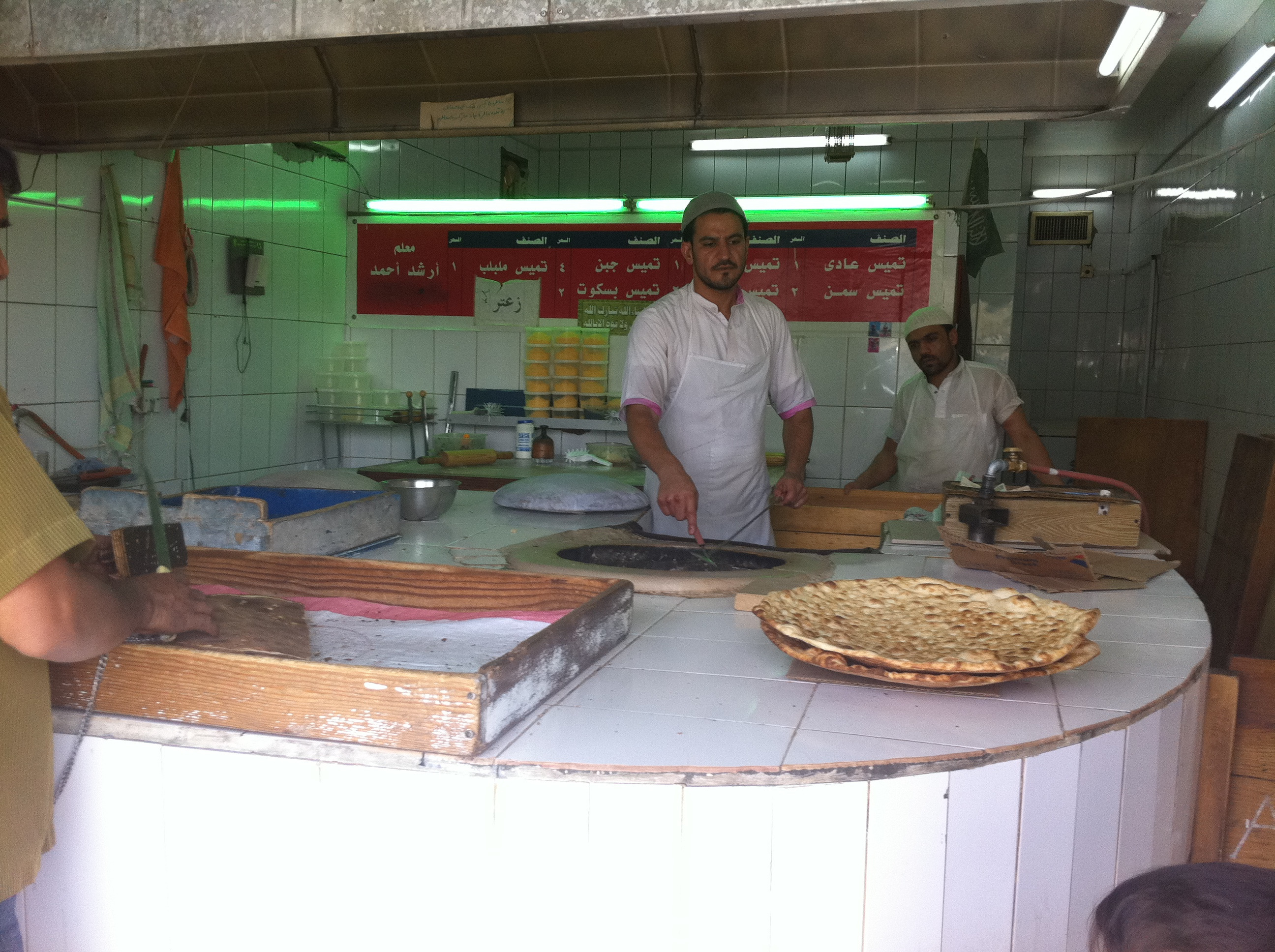
خبَازان يعملان في مخبز في الرياض.